# (38644) 2000 NN21
2000 NN21 (asteroide 38644) é um asteroide da cintura principal. Possui uma excentricidade de 0.15594050 e uma inclinação de 1.79943º.
Este asteroide foi descoberto no dia 7 de julho de 2000 por LINEAR em Socorro.